# Ерлау (Саксонія)
Ерлау (нім. Erlau) — громада в Німеччині, розташована в землі Саксонія. Входить до складу району Середня Саксонія.
Площа — 37,75 км2. Населення становить 3141 ос. (станом на 31 грудня 2020).